# Gąbin
Gąbin este un oraș în Polonia.